# Endrosa striata
Endrosa striata är en fjärilsart som beskrevs av Karl Burmann 1955. Endrosa striata ingår i släktet Endrosa och familjen björnspinnare. Inga underarter finns listade i Catalogue of Life.